# Яломица (окръг)
Окръг Яломица e окръг в регион Мунтения в Румъния.

## География
Площта на окръга е 4453 км². Той е разположен в Бъръганската равнина, цялата територия е равнинна, кръстосана от малки реки с малки, но дълбоки долини.
Източната му граница е река Дунав, а река Яломица кръстосва окръга от запад на изток приблизително по средата. Дунав е разделна близо до Яломишкото блато в ръкавите Стар Дунав и Борча.
До 1940 г. (в западната част) и 1967 г. (в източната част) равнината в окръга е дом на голямата дропла (dropie на румънския език), с големи населения на тази птица. Птиците са изчезнали поради огромното строителство и ловуването им за храна.
Окръгът граничи с окръзите: на изток – с Констанца, на запад – с Илфов, на север – с Прахова (северозапад), Бузъу (север) и Браила (североизток), на юг – с Кълъраш.

## Население
През 2002 г. населението е 296 572 жители с гъстота 67 ж./км². Румънците съставляват 95,6 % от населението, а най-голямото етническо малцинство са циганите (4,1 %).
| Година | Население |
| ------ | --------- |
| 1948   | 244 750   |
| 1956   | 274 655   |
| 1966   | 291 373   |
| 1977   | 295 965   |
| 1992   | 306 145   |
| 2002   | 296 572   |

Градове: Слобозия, Фетещ, Урзичени, Цъндърей, Амара.
През 2020 г. населението му е 254 130 души.

## Икономика
Селското стопанство е основен поминък в окръга. Промишлеността е почти изцяло съсредоточена в гр. Слобозия.
Преобладаващите промишлености в окръга са: хранително-вкусова, текстилна промишленост и производство на механични компоненти.

## Туризъм
Основните туристически дестинации са:
- град Слобозия,
- курорт Амара.
- археологически комплекси: Писку Кръсан, Бордушан, Джурджен – последните 2 са от Гумелницката култура.